# 布朗萨
布朗萨（法語：Bransat，法語發音：[bʁɑ̃sa]）是法国阿列省的一个市镇，位于该省中部略偏南，属于穆兰区。

## 地理
布朗萨（46°19'41"N, 3°13'49"E）面积15.52 平方千米，位于法国奥弗涅-罗讷-阿尔卑斯大区阿列省，该省份为法国中部省份，北起涅夫勒省、西北接谢尔省，西南至克勒兹省，南至多姆山省，东南临卢瓦尔省，东临索恩-卢瓦尔省。
与布朗萨接壤的市镇（或旧市镇、城区）包括：塞塞、拉费利讷、卢希-蒙方、梅亚尔、索尔塞、波旁地区韦尔讷伊。

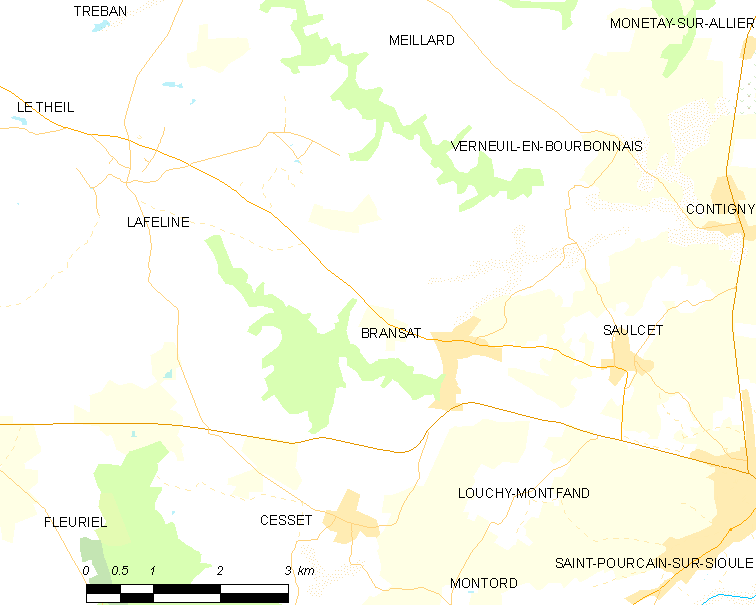
布朗萨的OSM定位图

布朗萨的时区为UTC+01:00、UTC+02:00（夏令时）。

## 行政
布朗萨的邮政编码为03500，INSEE市镇编码为03038。

## 政治
布朗萨所属的省级选区为苏维尼县。

## 人口

1962-2008年间布朗萨人口变化图示

布朗萨于2022年1月1日时的人口数量为529人。